# Attacus rügeri
Attacus rügeri är en fjärilsart som beskrevs av Gschwandner. 1920. Attacus rügeri ingår i släktet Attacus och familjen påfågelsspinnare. Inga underarter finns listade i Catalogue of Life.